# Улица Стабу
Улица Ста́бу — улица в Риге, пролегающая в Центральном районе и Латгальском предместье (микрорайон Авоты). Начинается от перекрёстка с улицей Кришьяня Валдемара (в противоположном направлении идёт улица Ханзас), пролегает в юго-восточном направлении и заканчивается пересечением с улицей Валмиерас. Длина улицы 1872 метра, она состоит из 2-3 полос движения с асфальтовым покрытием. На всём протяжении движение одностороннее, в направлении от улицы Кришьяня Валдемара к улице Валмиерас (на отрезке между улицами Авоту и Александра Чака имеется полоса встречного движения для общественного транспорта).

## Названия
Название улицы (первоначально нем. Säulenstraße) происходит от позорного столба, который был поставлен на левой стороне Тартуского тракта в 1677 году. В Шведской Ливонии это было место публичных наказаний, также известное как Висельный холм (в дюнной части улицы между нынешней улицей Сколас и улицей Бривибас).
В 1950 году, после присоединения Латвии к СССР, улица была переименована в честь одного из основоположников коммунистической идеологии Фридриха Энгельса. В 1990 году улице было возвращено историческое название.

## История
В средневековой Риге простолюдинов казнили за пределами городской стены, повешением. На Висельном холме для каждого преступника строилась новая виселица, так как казнённого оставляли на всеобщее обозрение, пока тело не начинало разлагаться. Когда в 1970-е годы в квартале между улицами Сколас и Базницас строили новые жилые дома, при рытье котлована было найдено много человеческих костей. Историк Игорь Гусев предполагает, что это останки казнённых на Висельном холме 300 лет назад.
На перекрёстке Столбовой и Александровской улиц до середины XIX века стоял столб с надписью: «14 июля 1677 года у этого столба был изорван раскалёнными докрасна щипцами и заживо сожжён поджигатель Габриэль Франк из города Цвиккау, виновный в двукратном, совершённом в разных местах 21 и 22 мая поджоге, в результате чего сгорело дотла больше половины города, в том числе две церкви и школы при них». Известно, что вместе со студентом из Саксонии Франком был казнён за то же преступление шведский моряк Петер Андерсен.
Старожил Риги С. И. Шутов вспоминает, что на столб с металлическим шаром наверху, истыканный металлическими прутьями в память о наказании поджигателя, обратил внимание при своём визите в Ригу цесаревич Александр в мае 1847 года. Выслушав пояснение об истории монумента, Его Высочество выразил мнение, что такие события могли бы оставаться и без памятника. Внял ли магистрат мнению цесаревича или пришёл к такому мнению сам, но памятник был снят, а остатки его гранитной колонны ныне хранятся в Крестовой галерее Домского собора.

## Застройка
Около 30 зданий, расположенных на улице Стабу, признаны памятниками архитектуры местного значения. На углу с улицей Ленина (ныне Бривибас) находится так называемый «Угловой дом» — бывшее здание КГБ Латвийской ССР с помещениями для расследований, допросов и исполнения приговоров.

## Достопримечательности
- В квартале между улицами Стабу, Бруниниеку, Кришьяня Валдемара и Сколас располагалась старейшая рижская пивоварня «Kimmel» («Ригас алус»), закрытая в конце 1990-х годов.
- Доходный дом № 2 (1908) в стиле модерн, архитектор Янис Алкснис. В отделке этого здания применён оригинальный приём: вместо традиционного фронтона на обоих концах фасада устроены зеркально развёрнутые полуфронтоны, словно отсечённые наружной гранью торцевых брандмауэров[5].
- В доме № 30 в 1914—1915 годах жила семья сапожника — социал-демократа Яна Нетте, о чём в честь его сына Теодора в 1967 году была установлена мемориальная доска, ныне демонтированная. Пятиэтажный дом построил знаменитый архитектор Пауль Мандельштам в 1899 году и в дореволюционных газетах он фигурирует как дом Трамбацкого (или владельца мясных лавок, или купца 2 гильдии и владельца мыловаренного завода). В доме сдавались не только квартиры, но и комнаты и в целом он в 1920-30 годы пользовался дурной славой. В 1924 году в квартире № 34 грабителем была задушена 72-летняя Гуна Росс. В 1929 году владелица прачечной Ольга Лелкая покончила с собой, выпив уксусную эссенцию. В 1930 году в квартире № 24 была зверски убита рыночная торговка Эмилия Сейя, с которой расправился разбитной племянник-студент, которому состоятельная родственница, проживавшая одна в двухкомнатной квартире, отказала в деньгах[6].
- В доме № 31 жил профессор Латвийского университета, специалист древнегреческого и латинского языков Петерис Кикьяукс[7].
- В доме с гранитными колоннами на перекрёстке с ул. Тербатас (адрес: Тербатас, 53) в коммунальной квартире провёл детские и юношеские годы будущий солист балетной труппы Большого театра Союза ССР Александр Годунов[8].
- Доходный дом № 57 построен по проекту архитектора Яниса Алксниса (1908) и является ярким образцом так называемого вертикального модерна[9].
- В доме № 71 родился и провел детские годы известный белорусский писатель и телеведущий Вячеслав Бондаренко. Этот дом и улица Стабу фигурируют во многих его произведениях.

## Прилегающие улицы
Улица Стабу пересекается со следующими улицами: 
- Улица Ханзас
- Улица Кришьяня Валдемара
- Улица Сколас
- Улица Базницас
- Улица Бривибас
- Улица Тербатас
- Улица Кришьяня Барона
- Улица Александра Чака
- Улица Авоту
- Улица Админю
- Улица Валмиерас